# Marquesado de Villaytre
El Marquesado de Villaytre es un título nobiliario español creado por el rey Carlos II, el 8 de julio de 1699, con la primitiva denominación de "Marquesado de Villaster", a favor de Gaspar Sancho Barona, Loaysa y Luna.
El 17 de marzo de 1746 se modifica la denominación a la actual de Villaytre.
El actual titular, desde 2018, es Alexandra de Alaminos Roques, hija del anterior marqués, Francisco de Alaminos y de Ferrater.